# Burg Hütting
Die Ruine der hoch- bis spätmittelalterlichen Burg Hütting liegt auf einem steilen 440 m ü. NHN hohen Felsriff hoch über dem Rennertshofener Ortsteil Hütting im Landkreis Neuburg-Schrobenhausen in Oberbayern. Von der Spornburg haben sich außer einer Wand des ehemaligen Palas nur noch Geländespuren erhalten. Die Anlage ist unter der Aktennummer D-1-85-153-69 als denkmalgeschütztes Baudenkmal von Hütting verzeichnet. Ebenso wird sie als Bodendenkmal unter der Aktennummer D-1-7232-0243 im Bayernatlas als „Burgruine des Mittelalters (Burg Hütting)“ geführt.

## Geschichte

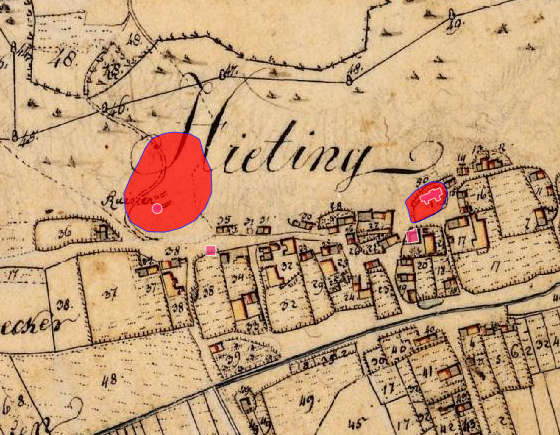
Lageplan von Burg Hütting auf dem Urkataster von Bayern

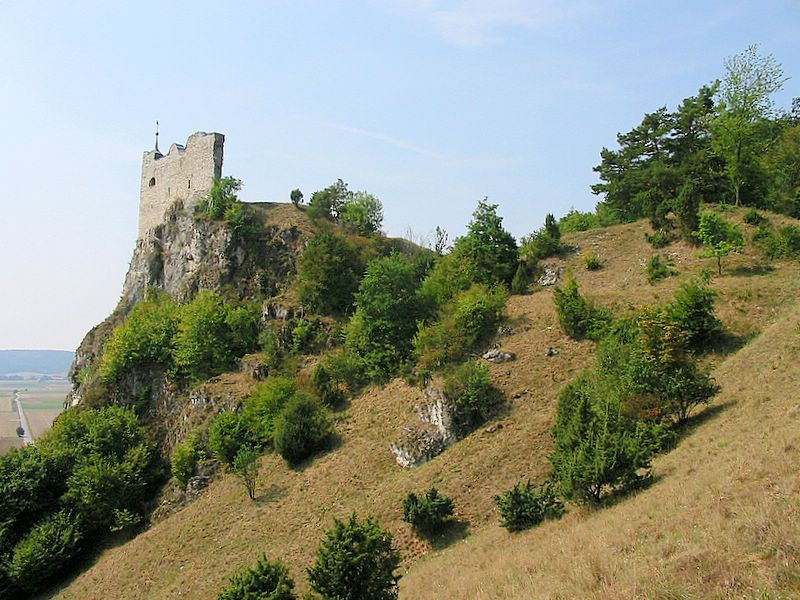
Gesamtansicht von Nordwesten

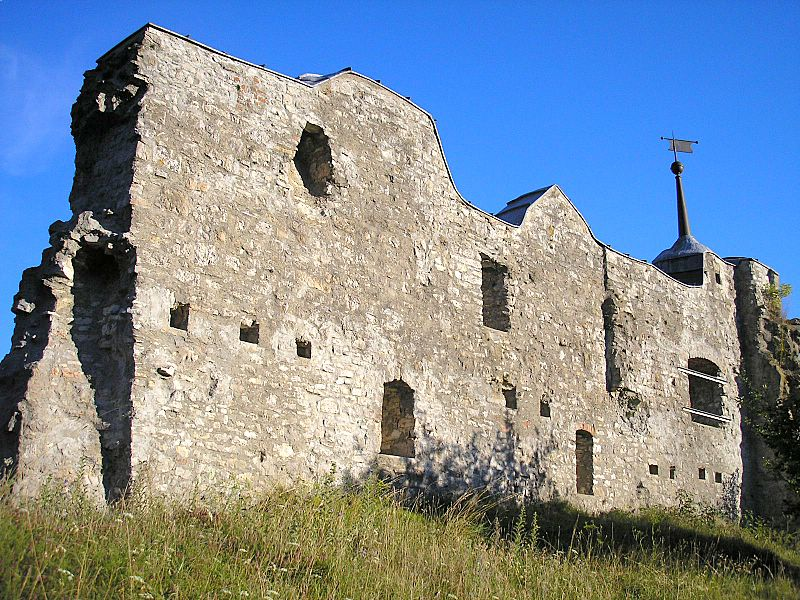
Ostwand des Palas von Innen

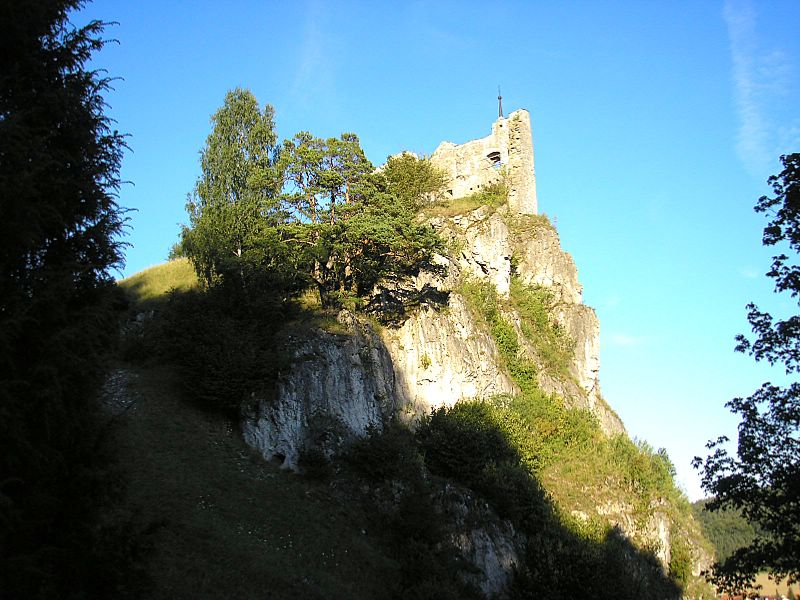
Blick von Südwesten

Die Veste wurde um 1060 von den Grafen von Lechsgemünd angelegt. Die Verwaltung wurde einem Dienstmannengeschlecht übertragen, das sich in der Folge nach der Burg benannte. Die Herren von Hütting saßen bis um 1342 auf dem Burgfelsen. Nach dem Tod des letzten Grafen fiel die Grafschaft den Herzögen von Bayern zu.
Die Herzöge nutzen die Herrschaft mehrmals als Pfandobjekt. Um 1421/22 wurde die Burg in einem der zahlreichen Konflikte zwischen den bayrischen Teilherzogtümern niedergebrannt und anschließend aufgegeben.
Die verlassene Burg diente in den nächsten Jahrhunderten als willkommener Steinbruch der Dorfbewohner. Im 19. Jahrhundert stürzte ein letzter Rest der Ringmauer ein. Ende des 20. Jahrhunderts wurde der verbliebene Rest des Palas konserviert.

## Beschreibung
Die Hauptburg bestand offenbar hauptsächlich aus einem kleinen Wohnturm bzw. Palas auf einem Felskopf, der den Abschluss eines nach Osten vorspringenden Geländespornes bildet. Nach Westen war eine kleine Vorburg vorgelagert. Hier lassen sich die Fundamente eines annähernd quadratischen Gebäudes verfolgen.
Beide Burgteile werden durch einen verflachten Abschnittsgraben getrennt. Auch der Halsgraben vor der Vorburg ist weitgehend verebnet.
Die Ostwand des Hauptgebäudes ist noch etwa sieben bis acht Meter hoch erhalten und wird von fünf Fensteröffnungen durchbrochen. Erhalten hat sich auch das Südosteck des Gebäudes. Das Mauerwerk ist etwa einen Meter stark und besteht aus unregelmäßigen Bruchsteinen.
Der Ruinenrest thront in spektakulärer Lage auf dem Juramassiv. Nach Norden, Süden und Osten fällt der Burgfels nahezu senkrecht ins Tal ab, eine Besteigung ist nur von Westen her möglich.
Die kleine Burgruine am Eingang des Wellheimer Trockentales gehört zusammen mit ihrer Nachbarburg Wellheim zu den weniger bekannten und nur selten in der Fachliteratur behandelten Wehranlagen Bayerns.

## Geotop
Der Burgfelsen ist vom Bayerischen Landesamt für Umwelt als bedeutendes Geotop (Geotop-Nummer: 185R010) ausgewiesen.